# فرودگاه کلورت پیک استولپورت
فرودگاه کلورت پیک استولپورت (به انگلیسی: Calvert Peak STOLport) یک فرودگاه خصوصی است که یک باند فرود آسفالت دارد و طول باند آن ۴۹۵ متر است. این فرودگاه در شهر گلندل، اورگن کشور ایالات متحده آمریکا قرار دارد و در ارتفاع ۱۱۶۰ متری از سطح دریا واقع شده‌است.